# Bootslack
Bootslack ist ein im Bootsbau eingesetzter, besonders leistungsfähiger Schutzlack für Holz. Er soll aufgrund der starken Belastung abriebfest sowie widerstandsfähig gegen Salzwasser und UV-Strahlung sein.
Bootslack wird für den Grund-, Zwischen- und Schlussanstrich auf Holzuntergründen, sowohl innen als auch außen (z. B. Sitzbänke, Regale, Vertäfelungen, Dachuntersichten oder Holzboote, die sich nicht permanent im Wasser befinden bzw. keine Antifoulingfarbe benötigen) verwendet. Er zeichnet sich durch eine hohe Elastizität, gute Fülle und Wasserfestigkeit (seewasserfest) aus.
Bootslack ist vermutlich eine erhebliche Quelle für Mikroplastik in den Gewässern.